# 漫威娛樂
漫威娛樂有限责任公司（英語：Marvel Entertainment LLC）是一家美國娛樂公司。该公司是华特迪士尼的全资子公司，之前隶属于漫威娱乐的漫威影业现已成为华特迪士尼影业的子公司，漫威电视并入漫威影业，漫威动画成为漫威影业的子公司，漫威漫画成为迪士尼國際出版社的子公司，漫威游戏成为迪士尼互動的子公司。
漫威娱乐从被华特迪士尼公司收购以来一直是有限责任公司。为了公司的财报需要，漫威娱乐一直被归属于迪士尼消費品公司。
多年以来，漫威娱乐一直积极与其他公司进行合作。漫威娱乐分别和二十世纪福斯与索尼影业签订了X战警与蜘蛛侠的电影授权协议。在被迪士尼收购之前，漫威娱乐还和NBC环球签署了环球影城的主题公园许可协议。成为迪士尼的子公司之后，各种漫威漫画中的角色也开始出现在迪士尼乐园中。

## 沿革

### 迪士尼子公司
2009年12月31日，華特迪士尼公司以42.4億美元現金加股票的價格，收購漫威娛樂成為旗下的子公司。

### 官方中文名稱
2011年4月29日，在第7屆中國國際動漫產業博覽會中，Marvel宣佈其中文名為「漫威」，正式登陸大中華市場。在官方中文名稱變更前，漫威在華語圈之常用名稱為驚奇娛樂或驚奇漫畫，該名稱目前仍然被媒體所使用。

## 外部連結
- 官方网站